# Ekotopie
Ekotopie je ideologický směr. Jde o vytvoření naprosté souladu člověka s přírodou, bez potřebných technických výdobytků, vymožeností a vědeckých pokroků. Vyznavači této ideologie se chtějí vrátit do stylu života prvopočátků lidstva, avšak se znalostmi které již mají, bez používání nástrojů plodících násilí nebo lovu zvěře. 
Uznávávají teorii, že každý lék na každou nemoc dává příroda a není potřeba je objevovat chemickou cestou, neboť pokrokem se lidstvo již dávno samo připravilo o suroviny, v dnešní době již v přírodě nenalezitelné a nenahraditelné, které by mohly sloužit jako základní složka nebo suroviny pro civilizační, zákeřné nebo smrtelně nevyléčitelné choroby. 
Většina ekotopistů jsou vegetariáni. 
Název pochází z knihy Ernesta Callenbacha  Ecotopia: The Notebooks and Reports of William Weston. 